# كرة (رياضة)
كان الشعب الإسباني هو أول الشعوب الأوروبية التي تعرفت على كرات المطاط القوية (على الرغم من أنها كانت صلبة ومنتفخة) والتي استُخدمت استخدامًا ملحوظًا في لعبة قدم أمريكا الوسطى. استُخدمت الكرات في مناطق أخرى من العالم قبل اكتشاف كولمبس لقارة أمريكا، وكانت تُصنع من مواد أخرى مثل مثانة الحيوانات أو جلودها وتُحشى بمواد مختلفة.
وتعد الكرة واحدة من أكثر الأشياء الكروية المألوفة للبشرية، حيث تُستخدم الكلمة «كرة» للإشارة إلى أي شيء كروي أو قريب منه أو وصفه.

## أصل الكلمة

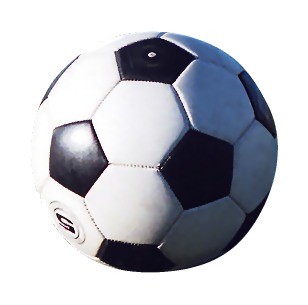
صورة ملائمة للمقال

كان الاستخدام الأول لكلمة كرة (ball) في اللغة الإنجليزية بمعنى الجسم الكروي المستخدم في اللعب عام 1205 في Laȝamon's Brut, or Chronicle of Britain العبارة "Summe heo driuen balles wide ȝeond Þa feldes." اشتُقت الكلمة من الإنجليزية الوسطى bal (وتصريفها ball-e, -es، وتباعًا من اللغة النوردية القديمة böllr (نُطقت ‎[bɔl:r]‏؛ مقارنة بالسويدية القديمة baller والسويدية boll) من الجرمانية الأولى ballu-z (وعلى الأرجح اللغة الألمانية العليا القديمة bal, ball-es، الهولندية الوسطى bal) لفظ قريب وباللغة الألمانية العليا القديمة ballo, pallo، اللغة الألمانية العليا القديمة balle الجرمانية الأولى *ballon (مذكر ضعيف)، واللغة الألمانية العليا القديمة ballâ, pallâ، اللغة الألمانية العليا المتوسطة balle والجرمانية الأولى *ballôn (مؤنث ضعيف). ولم يُعرف النموذج الإنجليزي القديم لأي من ذلك. (والإجابة أن الأشكال القديمة في اللغة الإنجليزية كانت beallu, -a, -e—التي تشبه bealluc, ballock.) إذا كانت كلمة كرة- كلمة أصلية في الألمانية، فقد تكون قريبة من الكلمة اللاتينية foll-is بمعنى «شيء منتفخ أو متضخم.» في أواخر الإنجليزية الوسطى كانت تنطق balle، تزامنت الكلمة في شكلها مع الكلمة الفرنسية balle «كرة» و"bale" ومن ثم افترض البعض بصورة خاطئة أنها مصدر لها. إضافةً إلى ذلك، يُفترض أن الكلمة الفرنسية balle نفسها (وليس boule) ذات أصل ألماني.

## نبذة تاريخية

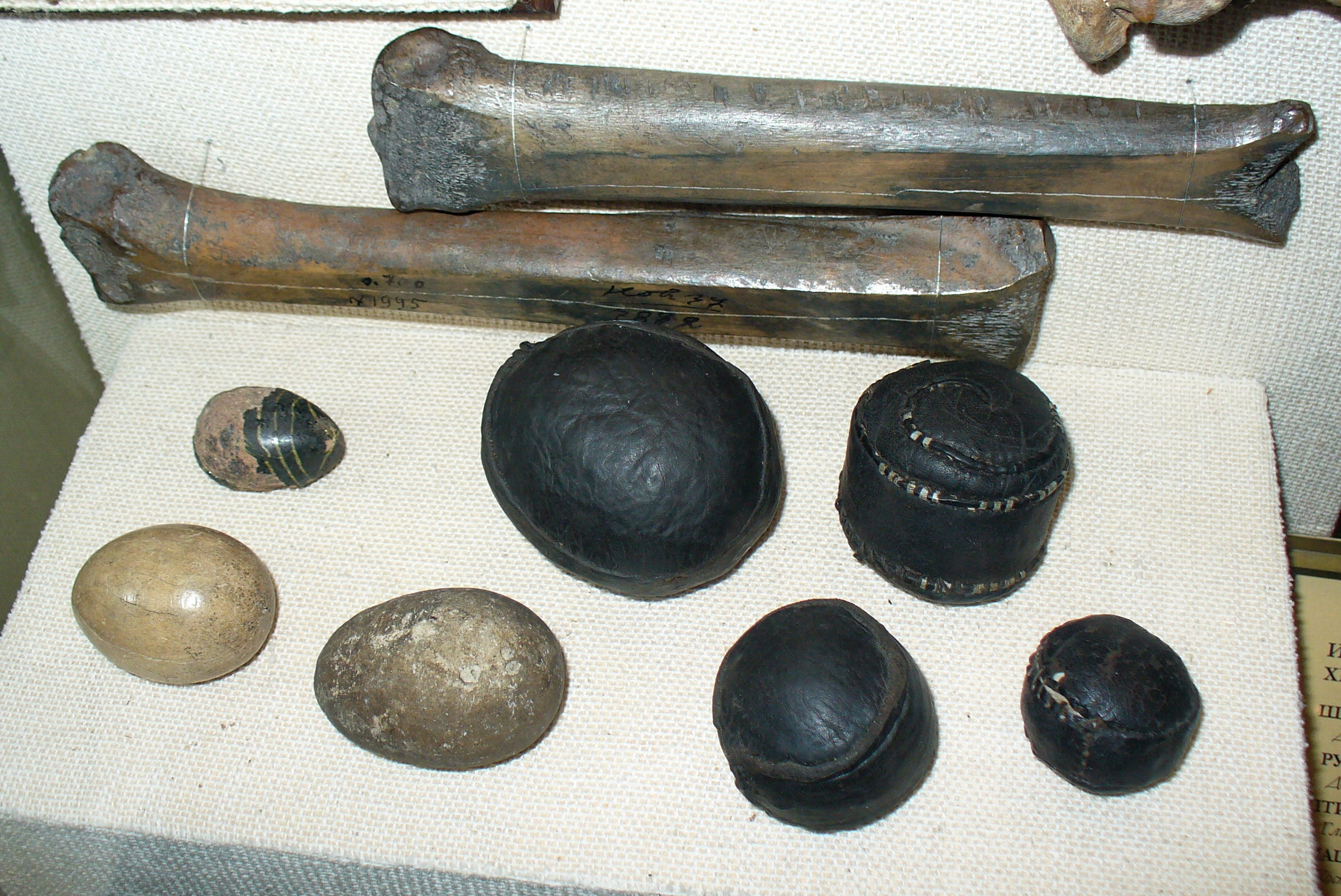
مجموعة من الكرات الجلدية الروسية ، القرن 12-13.

باعتبار الكرة إحدى المميزات الأساسية للعديد من أشكال الألعاب الرياضية التي تتطلب جهدًا بدنيًا، فيستوجب تأريخها للعصور المبكرة جدًا. لا يروق هذا الشكل الدائري لـالأطفال الصغار فقط، ولكن أيضًا لـالقطط والكلاب. وُجدت بعض أشكال اللعب بالكرة مصورة على آثار المصريين ولعب بها قبائل السكان الأصليين في الوقت الحالي. في هوميروس (Homer) كانت تلعب ناوسيكا(Nausicaa)الكرة مع فتياتها، عندما رآها أوديسيوس (Odysseus) للمرة الأولى في أرض فايسيانس (Phaeacians) (أوه دي السادس 100). استعرض هوليوس (Halios) ولاوداماس (Laodamas) أمام السينوس (Alcinous) وأوديسيوس (Odysseus) بلعب الكرة، بجانب الرقص (أوه دي. الثامن. 370). ذكرت اللغة العبرية الكرة في كتبها المقدسة.

### اليونان القديمة
اعتبر اليونانيون ΓαΪΗΘ ΗαίΡΙ Θνδεγ (σφαῖραι) ίΓΝΟ ΓδζΗΪ ΗαΚΟΡνΘΗΚ ΗαΡνΗΦνΙ ΗαΓίΛΡ ΪδέπΗ΅ ζίζΣναΙ ααΝέΗΩ Ϊαμ γΡζδΙ ΗαΜΣγ΅ ζΜΪαε ΡΤνήπΗ΅ ζαίδεΗ ίΗδΚ γήΚΥΡΙ Ϊαμ ΗαέΚνΗδ ζΗαέΚνΗΚ ΘζΜε ΪΗγ. لم يتبقَ إلا القليل من القواعد العادية للعب الكرة، وربما لا يوجد أي من هذه القواعد. لا تتضمن الأسماء اليونانية للأشكال المختلفة، التي وردت في بعض الأعمال مثل Ὀνομαστικόν αΘζανίΣ (Pollux) ناوكراتيس (Naucratis)، القليل أو الكثير من ذلك؛ مثلاً لا تعني الكلمة ἀπόρραξις ΕαΗ ζΦΪ ΗαίΡΙ Ϊαμ ΗαΓΡΦ ΘΗαΓνΟν ΗαγέΚζΝΙ΅ ζΗαίαγΙ οὐρανία Ργν ΗαίΡΙ έν ΗαεζΗΑ ανδήΦ ΪανεΗ ΗΛδΗδ Γζ ΓίΛΡ γδ ΗααΗΪΘνδΊ ζΗαίαγΙ φαινίνδα γδ ΗαγΝΚγα ΓδεΗ αΪΘΙ αΗαΚήΗΨ ΗαίΡΙ ΗαΚν ναΪΘεΗ ΗΛδΗδ Γζ ΓίΛΡ΅ ΕΠ νΚγ ΗΣΚΞΟΗγ ΗαΞΟΪ Ϊαμ ΓδεΗ ΗΞΚΘΗΡ ααΣΡΪΙ ζΗαγεΗΡΙ. ذكر بوليكس (التاسع 104) لعبة تُسمى ἐπίσκυρος΅ ζΗαΚν ΚΘΟζ έν ΗαΫΗαΘ ΓΥαπΗ αίΡΙ ΗαήΟγ. ومن المحتمل أنها كانت تلعب في جانبين منظمين في صفوف؛ أما فكرة وجود «هدف» فهي غير مؤكدة.

### الرومان القدماء
بين الرومان، كانت تعتبر ألعاب الكرة عاملاً مساعدًا في الحمام، وتستخدم على حسب عمر وصحة المستحمين، وفي الغالب كان يتم تعيين مكان (sphaeristerium) لهذه الكرة في الحمام (thermae). ظهرت هناك ثلاثة أنواع أو أحجام للكرة، وهي بيلا (pila)، أو الكرة الصغيرة وتستخدم في ألعاب التقاط الكرة، وباجانيكا (paganica) وهي كرة ثقيلة محشوة بالريش وفوليز (Follis) وهي كرة جلدية مليئة بالهواء، وهي أكبر الثلاثة. كانت تُضرب من لاعب لآخر، ويرتدي نوعًا من القفاز الواقي في ذراعه. ظهرت لعبة تُعرف بـترايجون (trigon)، يلعبها ثلاثة لاعبين يقفون على شكل مثلث، ويلعبونها بالفوليز، وظهرت لعبة أخرى تُعرف باسم هاربستم (harpastum)، والتي تبدو للمشاهدين على أنها «مشاجرة» بين العديد من اللاعبين على الكرة. وقد تعرفنا على تلك الألعاب عن طريق الرومان، إذ إن الأسماء يونانية.

### ألعاب الكرة الحديثة
يتم التعامل مع الألعاب الحديثة المختلفة بالكرة أو بالكرات ووفقًا لقوانينها ولأسمائها المختلفة، مثلبولو (polo) والكريكت وكرة القدم وغيره.

## الصور

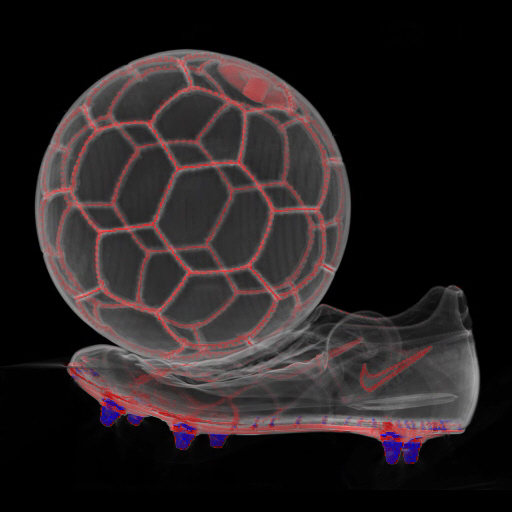
تصوير مقطعي بالحاسوب لـ كرة قدم [<a href="http://www.rad-zep.de/RadZepMov/Weltmeisterschaft-2006-Fussball/web/Radiologie-Fussball-Weltmeisterschaft-Movie-Gallerie_nl.html%22>http://www.rad-zep.de/RadZepMov/Weltmeisterschaft-2006-Fussball/web/Radiologie-Fussball-Weltmeisterschaft-Movie-Gallerie_nl.html</a> (مقطع فيديو)]
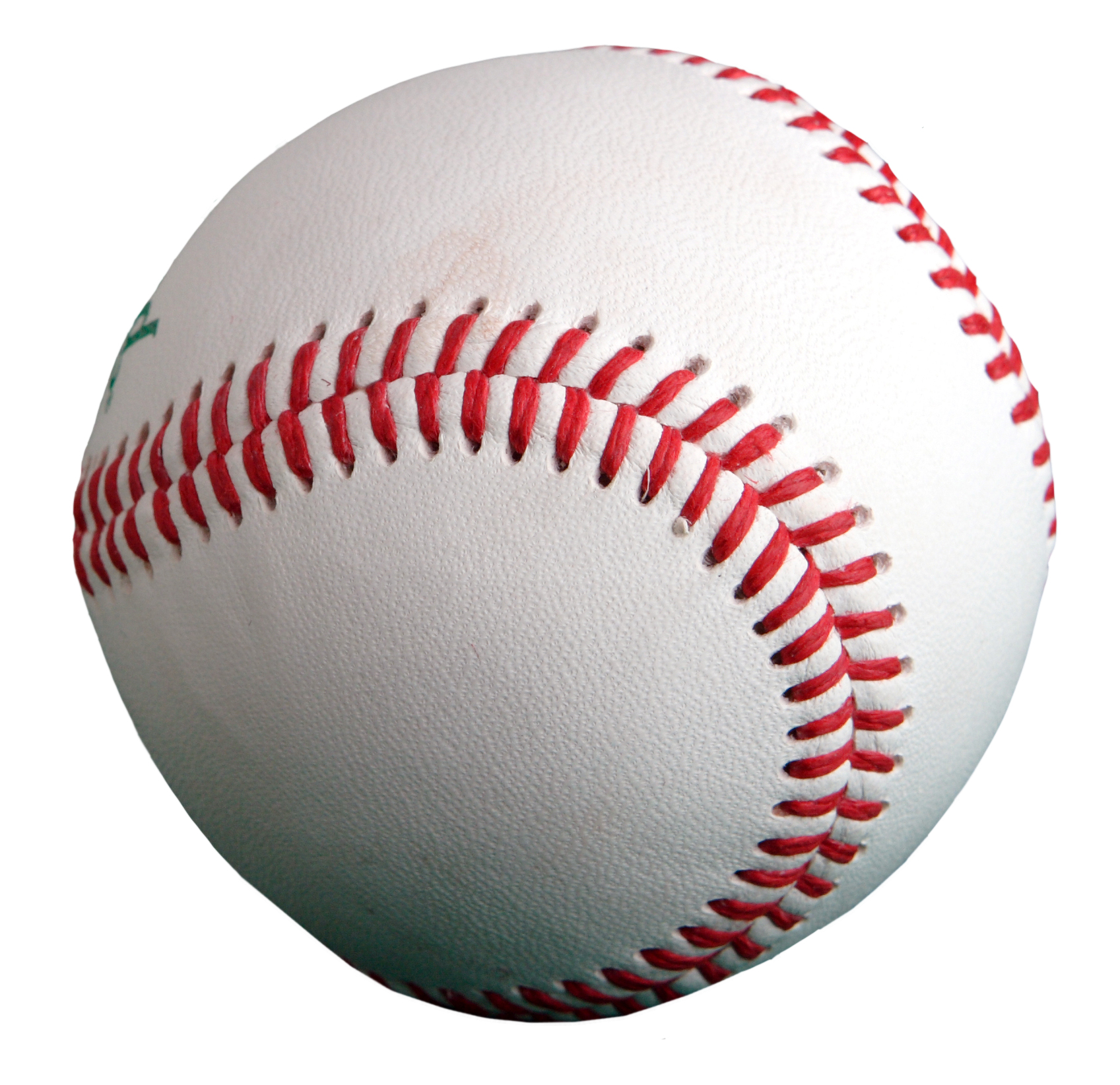
كرة بيسبول
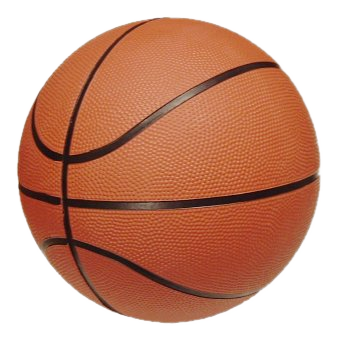
كرة سلة
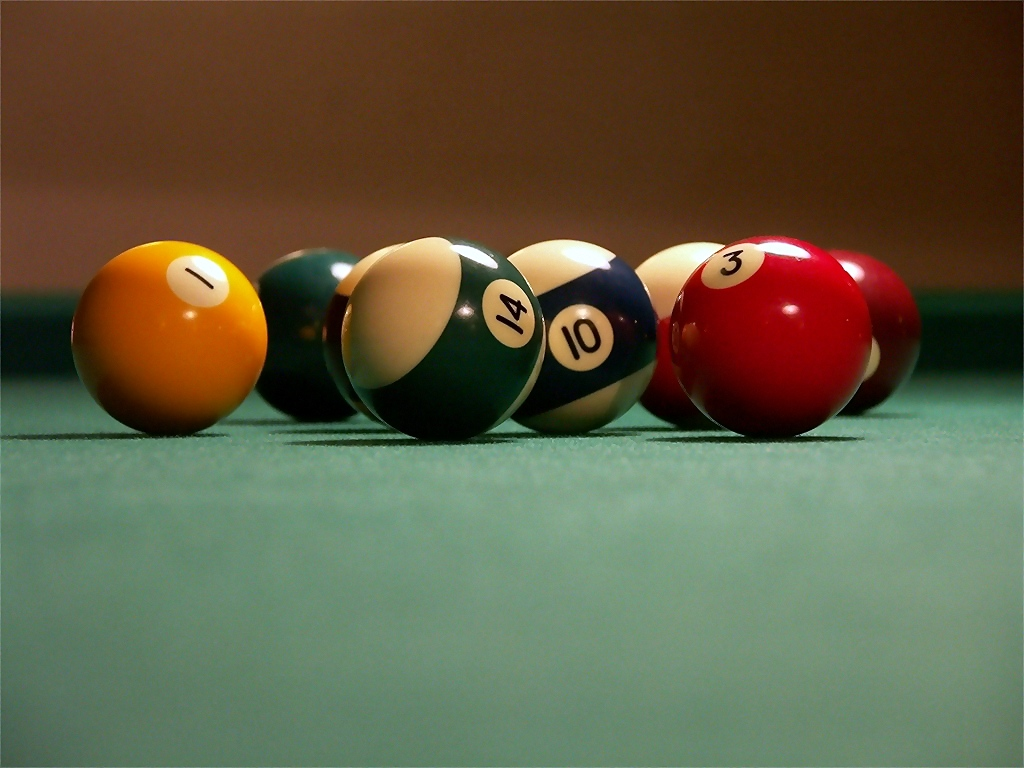
كرات البلياردو
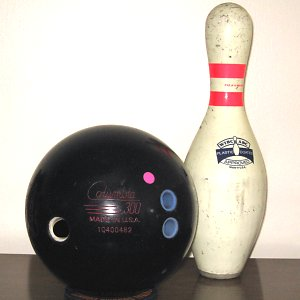
كرة بولينج (وقطع البولينج)
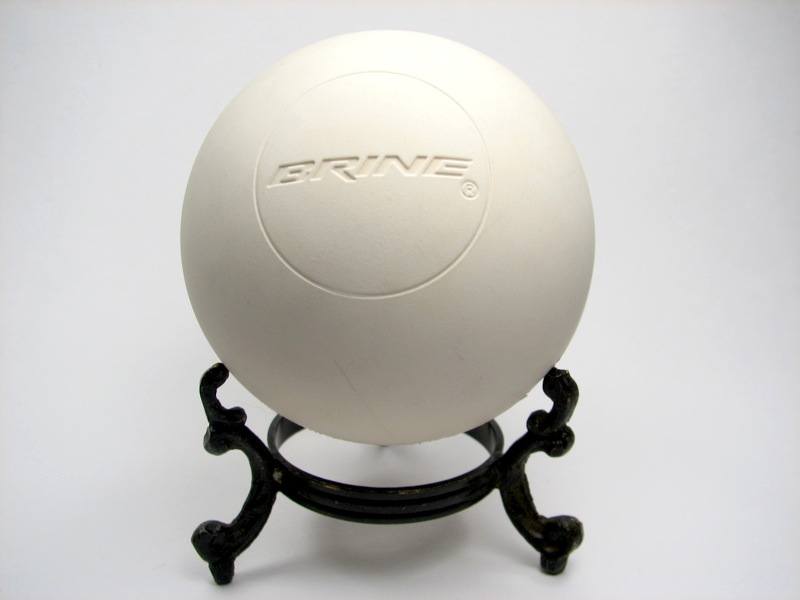
كرة مضارب اللكروس
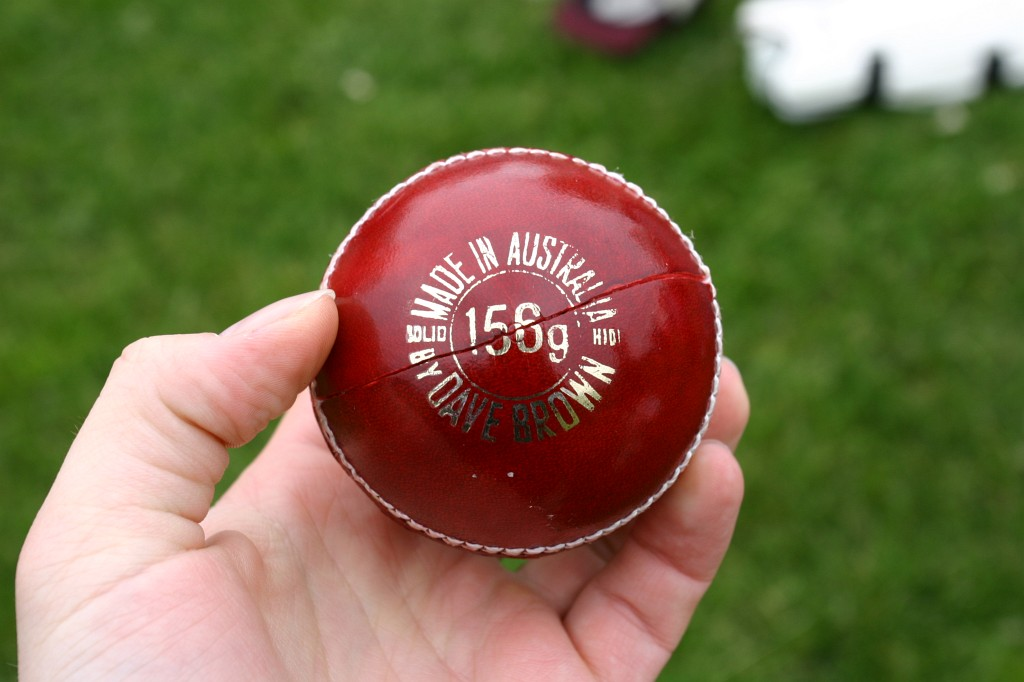
كرة كريكيت
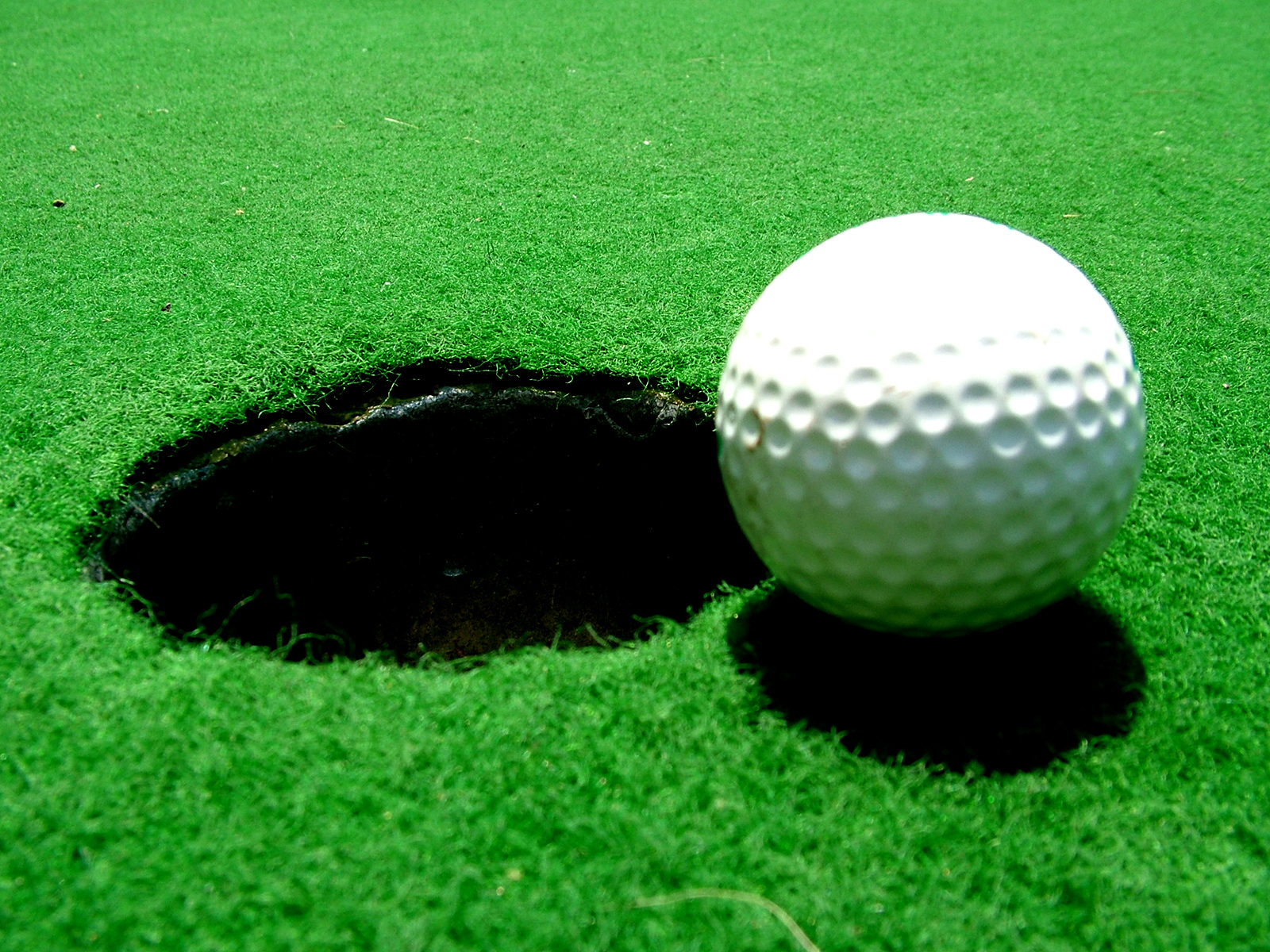
كرة جولف بجانب حفرة
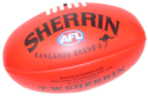
القوانين الأسترالية لكرة القدم
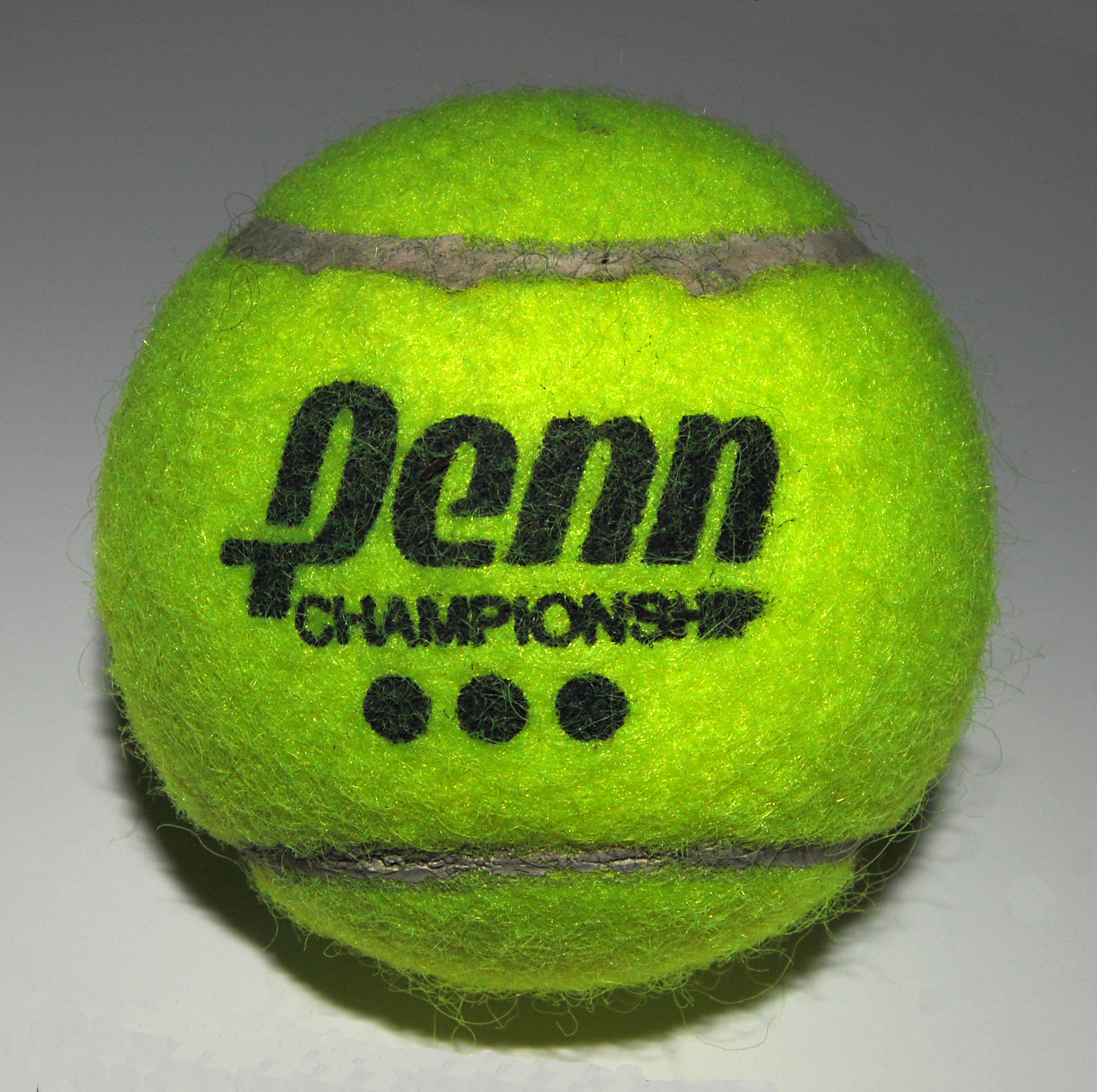
كرة تنس
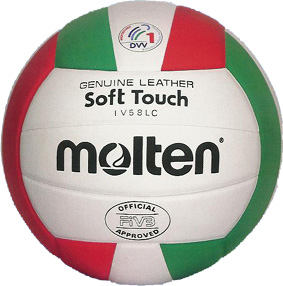
كرة طائرة
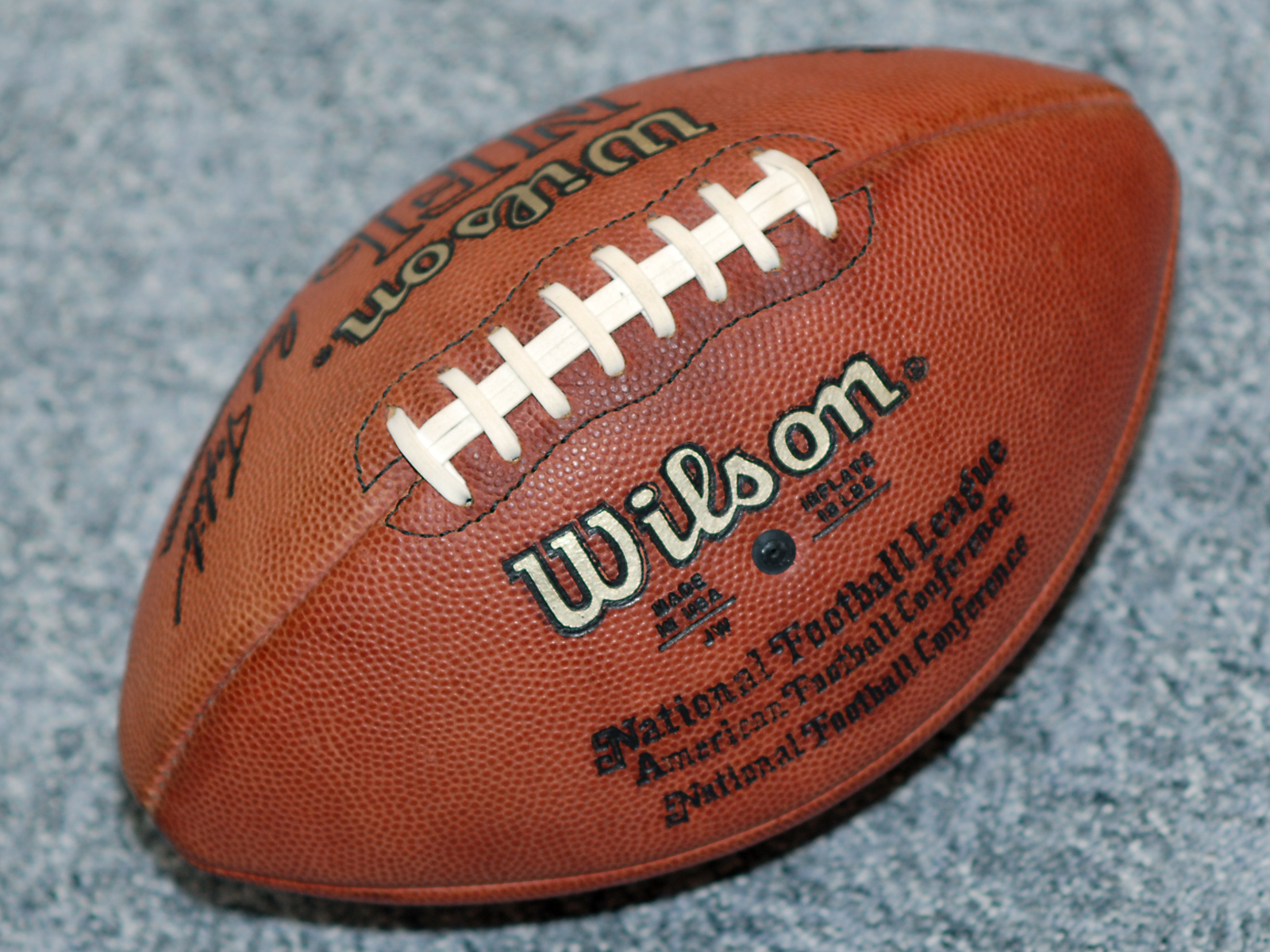
كرة القدم الأمريكية
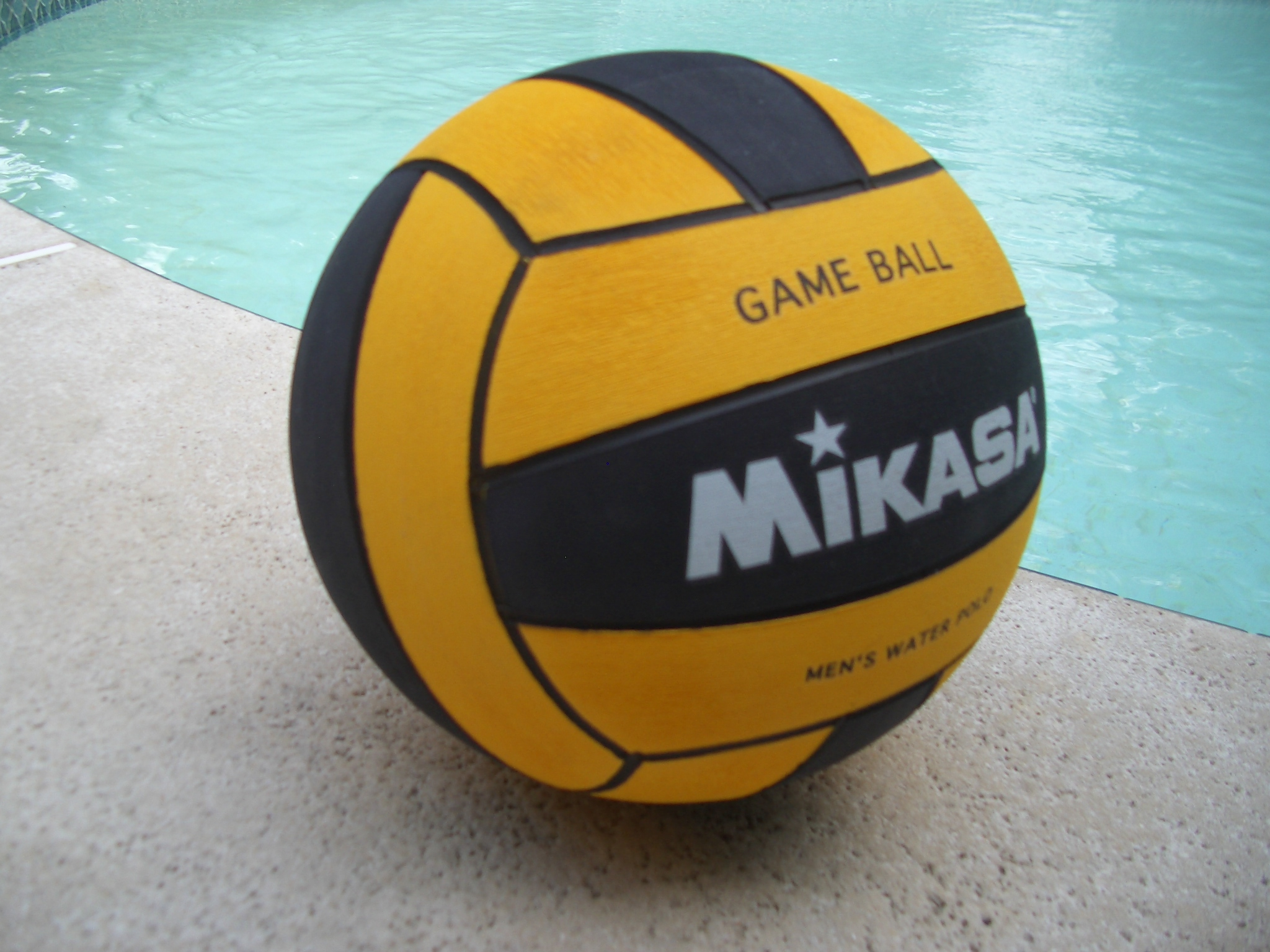
كرة مياه بولو